# Prêmios e condecorações recebidos por Josip Broz Tito

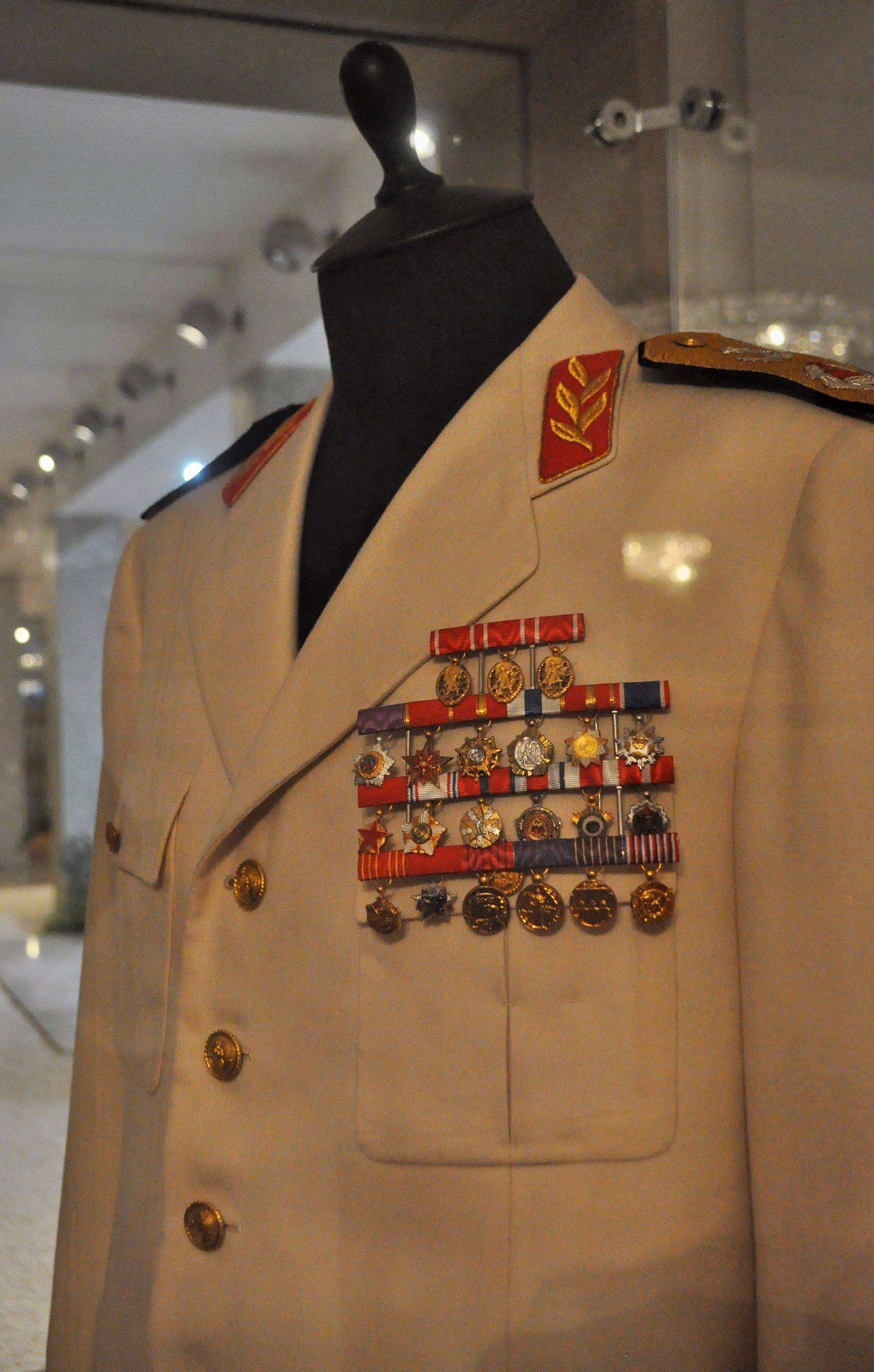
Uniforme de Tito com todas as suas condecorações iugoslavas

A seguir está uma lista completa de prêmios e condecorações recebidos por Josip Broz Tito, presidente e estadista iugoslavo, classificados por continentes e divisões do bloco da Guerra Fria. Josip Broz Tito recebeu um total de 119 prêmios e condecorações de 60 países ao redor do mundo (59 países e Iugoslávia). 21 condecorações eram da própria Iugoslávia, 18 delas concedidas uma vez, e a Ordem do Herói do Povo em três ocasiões. Dos 98 prêmios e condecorações internacionais, 92 foram recebidos uma vez, e três em duas ocasiões (Ordem do Leão Branco, Polônia Restituta e Karl Marx). Os prêmios mais notáveis foram a Ordem Soviética de Lênin, a Ordem Suprema Japonesa do Crisântemo, a Cruz de Mérito Federal Alemã e a Ordine al Merito della Repubblica Italiana.
A maioria foi atribuída pela Polônia e pela Checoslováquia, com seis; depois França, Indonésia e União Soviética com cinco cada; seguida pela Romênia com quatro. As decorações raramente eram exibidas, no entanto. Após a Ruptura Tito-Stalin em 1948 e sua posse como presidente em 1953, Tito raramente usava seu uniforme, exceto quando estava presente em uma função militar, quando se reunia com a realeza estrangeira, e então (com raras exceções) só usava suas fitas iugoslavas por motivos práticos óbvios. Os prêmios foram exibidos em número completo apenas em seu funeral em 1980. A reputação de Tito como um dos líderes aliados da Segunda Guerra Mundial, juntamente com a sua posição diplomática como fundador do Movimento Não Alinhado, foi principalmente a causa do reconhecimento internacional favorável.

## Europa da Guerra Fria

### Bloco Ocidental
| Prêmio ou condecoração | Prêmio ou condecoração                                                         | País               | Data                    | Local      | Nota | Ref         |
| ---------------------- | ------------------------------------------------------------------------------ | ------------------ | ----------------------- | ---------- | --- | ----------- |
|                        | Grande Estrela da Condecoração pelos Serviços Prestados à República da Áustria | Áustria            | 9 de fevereiro de 1965  | Viena      | A mais alta condecoração no sistema de honras austríaco.                                                               | [ 2 ]       |
|                        | Grande Cordão da Ordem de Léopold                                              | Bélgica            | 6 de outubro de 1970    | Bruxelas   | Uma das três Ordens de Cavaleiros Honorários Nacionais Belgas. Ordem Mais Alta da Bélgica                              | [ 2 ]       |
|                        | Cavaleiro do Elefante                                                          | Dinamarca          | 29 de outubro de 1974   | Copenhaga  | Ordem mais alta da Dinamarca.                                                                                          | [ 3 ]       |
|                        | Comandante Grã-Cruz da Ordem da Rosa Branca da Finlândia com Colar             | Finlândia          | 6 de maio de 1963       | Belgrado   | Uma das três ordens estaduais mais altas da Finlândia, criada em 1919 por Carl Gustaf Emil Mannerheim.                 | [ 2 ]       |
|                        | Grã-cruz da Legião de Honra                                                    | França             | 7 de maio de 1956       | Paris      | Maior condecoração da França, concedida a Tito pelas contribuições extraordinárias na luta pela paz.                   | [ 4 ] [ 2 ] |
|                        | Médaille militaire                                                             | França             | 7 de maio de 1956       | Paris      | Também recebido por Winston Churchill, Franklin D. Roosevelt e Dwight D. Eisenhower.                                   | [ 5 ]       |
|                        | Grã-Cruz da Ordem Nacional do Mérito                                           | França             | 6 de dezembro de 1976   | Belgrado   | Ordem de Cavalaria concedida pelo Presidente da República Francesa ("Ordem Nacional do Mérito").                       | [ 2 ]       |
|                        | Croix de guerre com palma de bronze                                            | França             | 7 de maio de 1956       | Paris      | Condecoração militar da França na Segunda Guerra Mundial (Cruz de Guerra com Palma de Bronze).                         | [ 2 ] [ 4 ] |
|                        | Croix du combattant volontaire                                                 | França             | 29 de junho de 1956     | Belgrado   | Condecoração militar francesa que recompensa soldados que espontaneamente escolheram servir em uma unidade de combate. | [ 2 ]       |
|                        | Classe Especial da Grã-Cruz do Mérito                                          | Alemanha Ocidental | 24 de junho de 1974     | Bona       | Maior honra da Alemanha Ocidental (e da Alemanha moderna).                                                             | [ 2 ]       |
|                        | Grã-Cruz da Ordem do Redentor                                                  | Grécia             | Junho de 1954           | Atenas     | Maior honra da Grécia.                                                                                                 | [ 6 ]       |
|                        | Cavaleiro da Grã-Cruz com Cordão da Ordem do Mérito da República Italiana      | Itália             | 2 de outubro de 1969    | Belgrado   | Maior honra da Itália, principal ordem de cavalaria italiana, concedida a Josip Broz Tito em Belgrado.                 | [ 2 ]       |
|                        | Cavaleiro da Ordem do Leão de Ouro da Casa de Nassau                           | Luxemburgo         | 9 de outubro de 1970    | Luxemburgo | Ordem de cavalaria, maior honra do Luxemburgo.                                                                         | [ 2 ]       |
|                        | Cavaleiro da Grã-Cruz da Ordem do Leão Holandês                                | Países Baixos      | 20 de outubro de 1970   | Amesterdã  | Segunda ordem mais alta dos Países Baixos, fundada pelo primeiro rei dos Países Baixos, Guilherme I.                   | [ 2 ]       |
|                        | Grã-Cruz com Colar de Santo Olavo                                              | Noruega            | 13 de maio de 1965      | Oslo       | Mais alta ordem de cavalaria norueguesa,                                                                               | [ 2 ]       |
|                        | Grande Colar da Ordem de São Tiago da Espada                                   | Portugal           | 17 de outubro de 1977   | Lisboa     | Ordem de cavalaria portuguesa, fundada em 1171.                                                                        | [ 2 ] [ 7 ] |
|                        | Grande Colar da Ordem do Infante D. Henrique                                   | Portugal           | 23 de outubro de 1975   | Belgrado   | Ordem Nacional da Cavalaria Portuguesa.                                                                                | [ 2 ] [ 8 ] |
|                        | Grã-Cruz da Ordem de São Marino                                                | San Marino         | 25 de setembro de 1967  | Belgrado   | Ordem mais alta de San Marino.                                                                                         | [ 2 ]       |
|                        | Cavaleiro da Real Ordem dos Serafins                                           | Suécia             | 29 de fevereiro de 1959 | Estocolmo  | Ordem real de cavalaria sueca, estabelecida pelo rei Frederico I em 23 de fevereiro de 1748.                           | [ 2 ]       |
|                        | Cavaleiro da Grã-Cruz da Honorável Ordem do Banho                              | Reino Unido        | 17 de outubro de 1972   | Belgrado   | Ordem de cavalaria britânica, concedida em Belgrado pela rainha Elizabeth II.                                          | [ 2 ]       |

### Bloco Oriental
| Prêmio ou condecoração | Prêmio ou condecoração                                                | País              | Data                                         | Local                    | Nota | Ref                 |
| ---------------------- | --------------------------------------------------------------------- | ----------------- | -------------------------------------------- | ------------------------ | --- | ------------------- |
|                        | Ordem da Liberdade Popular 1ª Classe a                                | Bulgária          | 25 de novembro de 1947                       | Sófia                    | Concedido pela participação na luta revolucionária do povo búlgaro.                                           | [ 9 ] [ 10 ] [ 11 ] |
|                        | Ordem de 9 de setembro de 1944, 1ª Classe com Espadas a               | Bulgária          | 25 de novembro de 1947                       | Sófia                    | Concedido a cidadãos búlgaros e estrangeiros que participaram na insurreição armada de 9 de setembro de 1944. | [ 9 ] [ 10 ] [ 11 ] |
|                        | Ordem de Georgi Dimitrov a                                            | Bulgária          | 22 de setembro de 1965                       | Sófia                    | Concedido por mérito excepcional. Premiado com o título de "Herói do Povo da Bulgária".                       | [ 11 ]              |
|                        | Ordem do Leão Branco 1ª Classe com Coleira (premiado duas vezes)      | Tchecoslováquia   | 22 de março de 1946 26 de setembro de 1964   | Praga Brijuni            | A ordem mais elevada da Tchecoslováquia.                                                                      | [ 11 ]              |
|                        | Ordem Militar do Leão Branco 1ª Classe                                | Tchecoslováquia   | 22 de março de 1946                          | Praga                    | Ordem militar mais alta da Tchecoslováquia.                                                                   | [ 11 ]              |
|                        | Ordem da Revolta Nacional Eslovaca, 1ª Classe                         | Tchecoslováquia   | 22 de março de 1946                          | Praga                    | Ordem militar da Eslováquia (então parte da Tchecoslováquia).                                                 | [ 11 ]              |
|                        | Cruz de Guerra da Checoslováquia 1939-1945                            | Tchecoslováquia   | 22 de março de 1946                          | Praga                    | Condecoração militar da Tchecoslováquia.                                                                      | [ 11 ]              |
|                        | Cruz de Mérito Militar 1939-1945                                      | Tchecoslováquia   | 22 de março de 1946                          | Praga                    | Condecoração militar da Tchecoslováquia.                                                                      | [ 11 ]              |
|                        | Ordem de Karl Marx a (premiado duas vezes)                            | Alemanha Oriental | 12 de novembro de 1974 12 de janeiro de 1977 | Berlim Belgrado          | A ordem de maior prestígio da Alemanha Oriental.                                                              | [ 11 ]              |
|                        | Grande Estrela da Amizade Popular em Ouro a                           | Alemanha Oriental | 8 de junho de 1965                           | Berlim                   | Ordem da Alemanha Oriental, concedida por contribuições para a preservação da paz.                            | [ 11 ]              |
|                        | Ordem do Mérito da República Popular da Hungria, Grã-Cruz Militar     | Hungria           | 7 de dezembro de 1947                        | Budapeste                | Ordem nacional húngara.                                                                                       | [ 11 ]              |
|                        | Ordem do Mérito da República Popular da Hungria, 1ª Classe (Civil)    | Hungria           | 7 de dezembro de 1947                        | Budapeste                | A mais alta ordem de mérito húngara.                                                                          | [ 11 ]              |
|                        | Ordem da Bandeira da República Popular da Hungria, 1ª Classe          | Hungria           | 14 de setembro de 1964                       | Budapeste                | Ordem nacional húngara.                                                                                       | [ 11 ]              |
|                        | Ordem Virtuti Militari, 1ª Classe                                     | Polônia           | 15 de março de 1946                          | Varsóvia                 | A mais alta condecoração de guerra da Polônia pela coragem face ao inimigo.                                   | [ 11 ] [ 12 ]       |
|                        | Grã-Cruz da Ordem da Polonia Restituta (premiado duas vezes)          | Polônia           | 25 de junho de 1964 4 de maio de 1973        | Varsóvia Castelo de Brdo | Até então, a mais alta ordem civil da Polônia para estrangeiros e polacos.                                    | [ 11 ]              |
|                        | Cruz de Grunwald 1ª Classe a                                          | Polônia           | 19 de outubro de 1945                        | Belgrado                 | Até então, a mais alta condecoração militar polonesa.                                                         | [ 11 ]              |
|                        | Medalha da Vitória e Liberdade 1945                                   | Polônia           | 16 de março de 1946                          | Varsóvia                 | Medalha militar polonesa. 670.000 medalhas foram concedidas entre 1958 e 1992.                                | [ 11 ]              |
|                        | Cruz Partisan                                                         | Polônia           | 16 de março de 1946                          | Varsóvia                 | Cruz partidária polonesa. 55.000 das medalhas foram concedidas.                                               | [ 11 ]              |
|                        | Ordem de Miguel, o Valente (3ª, 2ª e 1ª classe)                       | Romênia           | 19 de dezembro de 1947                       | Bucareste                | A mais alta condecoração militar da Romênia, instituída pelo rei Fernando I.                                  | [ 11 ]              |
|                        | Ordem da Estrela da Romênia 1ª Classe                                 | Romênia           | 18 de abril de 1966                          | Bucareste                | A mais alta ordem civil da Romênia.                                                                           | [ 11 ]              |
|                        | Ordem da Vitória do Socialismo a                                      | Romênia           | 16 de maio de 1972                           | Drobeta-Turnu Severin    | A mais alta condecoração romena, galardoada com o título de "Herói do Povo da Romênia".                       | [ 11 ]              |
|                        | Ordem de Lenin a                                                      | União Soviética   | 5 de junho de 1972                           | Moscou                   | Ordem nacional mais alta da União Soviética.                                                                  | [ 11 ]              |
|                        | Ordem da Revolução de Outubro a                                       | União Soviética   | 16 de agosto de 1977                         | Moscou                   | Segunda maior ordem nacional da União Soviética.                                                              | [ 11 ]              |
|                        | Ordem da Vitória a                                                    | União Soviética   | 9 de setembro de 1945                        | Belgrado                 | A mais alta condecoração militar da União Soviética, um dos únicos 5 estrangeiros a recebê-la.                | [ 13 ]              |
|                        | Ordem de Suvorov 1ª Classe                                            | União Soviética   | September 1944                               | Moscou                   | Condecoração militar soviética, concedida a militares por liderança excepcional em combate.                   | [ 11 ]              |
|                        | Medalha Vinte Anos de Vitória na Grande Guerra Patriótica 1941-1945 a | União Soviética   | 30 de junho de 1965                          | Moscou                   | Medalha comemorativa do jubileu da Grande Guerra Patriótica da União Soviética.                               | [ 11 ]              |
| Nota: aAgora extinta.  |                                                                       |                   |                                              |                          | |                     |

### Iugoslávia
| Prêmio ou condecoração                               | Prêmio ou condecoração                            | País       | Data                                                        | Local        | Nota | Ref    |
| ---------------------------------------------------- | ------------------------------------------------- | ---------- | ----------------------------------------------------------- | ------------ | --- | ------ |
|                                                      | Ordem da Estrela Iugoslava                        | Iugoslávia | 1 de fevereiro de 1954                                      | Belgrado     | Mais alta ordem nacional de mérito da Iugoslávia. | [ 15 ] |
|                                                      | Ordem da Liberdade                                | Iugoslávia | 12 de junho de 1945                                         | Belgrado     | Maior condecoração militar da Iugoslávia, e a segunda maior condecoração iugoslava no geral.                                                            | [ 15 ] |
|                                                      | Ordem do Herói do Povo(premiado três vezes)       | Iugoslávia | 6 de novembro de 1944 15 de maio de 1972 16 de maio de 1977 | Vis Belgrado | Segundo maior prêmio militar na Iugoslávia e terceira maior condecoração iugoslava em geral. Josip Broz Tito foi a única pessoa a recebê-lo três vezes. | [ 15 ] |
|                                                      | Ordem do Herói do Trabalho Socialista             | Iugoslávia | 29 de novembro de 1950                                      | Belgrado     | Quarta maior condecoração estatal concedida na Iugoslávia.                                                                                              | [ 15 ] |
|                                                      | Ordem da Libertação Nacional                      | Iugoslávia | 15 de agosto de 1943                                        | Jajce        | | [ 15 ] |
|                                                      | Ordem da Bandeira de Guerra                       | Iugoslávia | 29 de dezembro de 1951                                      | Belgrado     | | [ 15 ] |
|                                                      | Ordem da Bandeira Iugoslava                       | Iugoslávia | 26 de novembro de 1947                                      | Belgrado     | | [ 15 ] |
|                                                      | Ordem da Estrela Partidária com Coroa Dourada     | Iugoslávia | 15 de agosto de 1943                                        | Jajce        | | [ 15 ] |
|                                                      | Ordem da República com Coroa de Ouro              | Iugoslávia | 2 de julho de 1960                                          | Belgrado     | | [ 15 ] |
|                                                      | Ordem do Mérito do Povo                           | Iugoslávia | 9 de junho de 1945                                          | Belgrado     | | [ 15 ] |
|                                                      | Ordem da Fraternidade e Unidade com Coroa de Ouro | Iugoslávia | 15 de agosto de 1943                                        | Jajce        | | [ 15 ] |
|                                                      | Ordem do Exército Popular com Coroa de Louros     | Iugoslávia | 29 de dezembro de 1951                                      | Belgrado     | | [ 15 ] |
|                                                      | Ordem do Mérito Militar com Grande Estrela        | Iugoslávia | 29 de dezembro de 1951                                      | Belgrado     | | [ 15 ] |
|                                                      | Ordem da Bravura                                  | Iugoslávia | 15 de agosto de 1943                                        | Jajce        | | [ 15 ] |
|                                                      | Medalha Comemorativa dos Partidários de 1941      | Iugoslávia | 14 de setembro de 1944                                      | Vis          | | [ 15 ] |
|                                                      | Medalha de 30 Anos da Vitória sobre o Fascismo    | Iugoslávia | 9 de maio de 1975                                           | Belgrado     | | [ 15 ] |
|                                                      | Medalha de 10 anos do Exército Popular Iugoslavo  | Iugoslávia | 22 de dezembro de 1951                                      | Belgrado     | | [ 15 ] |
|                                                      | Medalha de 20 anos do Exército Popular Iugoslavo  | Iugoslávia | 22 de dezembro de 1961                                      | Belgrado     | | [ 15 ] |
|                                                      | Medalha de 30 anos do Exército Popular Iugoslavo  | Iugoslávia | 22 de dezembro de 1971                                      | Belgrado     | | [ 15 ] |
| Nota: Todas as decorações iugoslavas estão extintas. |                                                   |            |                                                             |              | |        |

## Américas
| Prêmio ou condecoração | Prêmio ou condecoração                           | País      | Data                   | Local            | Nota                                                     | Ref    |
| ---------------------- | ------------------------------------------------ | --------- | ---------------------- | ---------------- | -------------------------------------------------------- | ------ |
|                        | Grã-Cruz da Ordem do Condor dos Andes            | Bolívia   | 29 de setembro de 1963 | Cochabamba       | Ordem estatal boliviana.                                 | [ 17 ] |
|                        | Grã-Cruz da Ordem Nacional do Cruzeiro do Sul    | Brasil    | 19 de setembro de 1963 | Brasília         | A mais alta ordem de mérito do Brasil.                   | [ 17 ] |
|                        | Colar da Ordem do Mérito do Chile                | Chile     | 24 de setembro de 1963 | Santiago         | Ordem de mérito chilena.                                 | [ 17 ] |
|                        | Colar da Ordem da Águia Asteca                   | México    | 30 de março de 1963    | Belgrado         | Maior condecoração concedida a estrangeiros pelo México. | [ 17 ] |
|                        | Medalha da Independência                         | México    | 15 de outubro de 1963  | Cidade do México | Medalha mexicana.                                        | [ 17 ] |
|                        | Colar de Ouro da Ordem de Manuel Amador Guerrero | Panamá    | 15 de março de 1976    | Cidade do Panamá | A maior honra do Panamá.                                 | [ 17 ] |
|                        | Colar da Ordem do Libertador                     | Venezuela | 17 de março de 1976    | Caracas          | Ordem estatal venezuelana mais alta.                     | [ 17 ] |

## Ásia
| Prêmio ou condecoração | Prêmio ou condecoração                              | País                 | Data                    | Local      | Nota                                                                                              | Ref                  |
| ---------------------- | --------------------------------------------------- | -------------------- | ----------------------- | ---------- | ------------------------------------------------------------------------------------------------- | -------------------- |
|                        | Honra da Guerra de Libertação de Bangladesh         | Bangladesh           | 28 de março de 2012     | Daca       | Prêmio concedido pelo governo de Bangladesh pela contribuição na guerra de libertação de 1971     | [ 18 ]               |
|                        | Grande Colar da Ordem do Sol Supremo com Faixa      | Reino do Afeganistão | 1 de novembro de 1960   | Belgrado   | Maior condecoração do Reino do Afeganistão.                                                       | [ 19 ]               |
|                        | Grande Comandante da Mais Gloriosa Ordem da Verdade | Birmânia             | 6 de janeiro de 1955    | Rangum     | A mais alta comenda birmanesa (na época).                                                         | [ 19 ] [ 20 ]        |
|                        | Grã-Cruz da Ordem Real do Camboja, 1ª Classe        | Camboja              | 20 de julho de 1956     | Brijuni    | Ordem de cavalaria cambojana, originalmente estabelecida pela França (ainda em uso).              | [ 19 ]               |
|                        | Grande Colar da Independência Nacional              | Camboja              | 17 de janeiro de 1968   | Phnom Penh | Ordem cambojana.                                                                                  | [ 19 ]               |
|                        | Estrela da República da Indonésia 1ª Classe         | Indonésia            | 16 de junho de 1961     | Belgrado   | Ordem mais alta da Indonésia.                                                                     | [ 19 ]               |
|                        | Estrela Sagrada                                     | Indonésia            | 28 de dezembro de 1958  | Jacarta    | Ordem indonésia, concedida por bravura extraordinária.                                            | [ 19 ]               |
|                        | Estrela da Guerrilha                                | Indonésia            | 28 de dezembro de 1958  | Jacarta    | Medalha indonésia, criada a partir da primeira granada explodida da Revolução Nacional Indonésia. | [ 19 ] [ 21 ] [ 22 ] |
|                        | Ordem da Bravura                                    | Indonésia            | 28 de dezembro de 1958  | Jacarta    | Ordem indonésia, concedida por bravura extraordinária.                                            | [ 19 ]               |
|                        | Ordem do Grande Herói                               | Indonésia            | 7 de abril de 1960      | Brijuni    | Ordem indonésia, concedida pela coragem diante do inimigo.                                        | [ 19 ]               |
|                        | Ordem Comemorativa 2.500 anos do Império Iraniano a | Irã                  | 14 de outubro de 1971   | Persépolis | Ordem iraniana, comemorando 2.500 anos do Império Iraniano.                                       | [ 19 ]               |
|                        | Ordem dos Dois Rios 1ª Classe com Faixa             | Iraque               | 14 de agosto de 1967    | Belgrado   | Ordem estatal iraquiana contemporânea.                                                            | [ 19 ]               |
|                        | Ordem Militar dos Dois Rios 1ª Classe com Faixa     | Iraque               | 7 de fevereiro de 1979  | Bagdá      | Ordem militar iraquiana contemporânea.                                                            | [ 19 ] [ 23 ]        |
|                        | Grande Cordão da Ordem Suprema do Crisântemo        | Japão                | 8 de abril de 1968      | Tóquio     | A mais alta decoração japonesa para pessoas vivas.                                                | [ 19 ]               |
|                        | Ordem de Al-Hussein bin Ali com Colar e Faixa       | Jordânia             | 11 de fevereiro de 1979 | Amã        | Ordem da Jordânia.                                                                                | [ 24 ] [ 19 ]        |
|                        | Medalha Estrela de Ouro do Herói da República       | Coreia do Norte      | 25 de agosto de 1977    | Pyongyang  | Ordem coreana da RPDC.                                                                            | [ 19 ]               |
|                        | Ordem da Bandeira Nacional 1ª Classe                | Coreia do Norte      | 25 de agosto de 1977    | Pyongyang  | Ordem coreana da RPDC.                                                                            | [ 19 ]               |
|                        | Colar da Ordem de Mubarak, o Grande                 | Kuwait               | 3 de fevereiro de 1979  | Kuwait     | Decoração de prestígio do Kuwait.                                                                 | [ 19 ]               |
|                        | Ordem de Sukhbaatar                                 | Mongólia             | 20 de abril de 1968     | Ulã Bator  | Uma ordem nacional da Mongólia.                                                                   | [ 19 ]               |
|                        | Ordem do Governante Benevolente com Colar e Faixa   | Nepal                | 2 de fevereiro de 1974  | Catmandu   | Ordem estadual mais alta do Nepal.                                                                | [ 19 ]               |
|                        | Ordem do Paquistão                                  | Paquistão            | 13 de janeiro de 1961   | Belgrado   | Maior prêmio civil do Paquistão.                                                                  | [ 19 ]               |
|                        | Grande Cordão da Ordem de Oumayyad                  | Síria                | 6 de fevereiro de 1974  | Damasco    | Ordem nacional síria.                                                                             | [ 19 ]               |
| Nota: aAgora extinta.  |                                                     |                      |                         |            |                                                                                                   |                      |

## África
| Prêmio ou condecoração | Prêmio ou condecoração                                                  | País       | Data                    | Local           | Nota                                                       | Ref                  |
| ---------------------- | ----------------------------------------------------------------------- | ---------- | ----------------------- | --------------- | ---------------------------------------------------------- | -------------------- |
|                        | Grã-Cruz da Ordem do Mérito dos Camarões com Faixa                      | Camarões   | 21 de junho de 1967     | Brijuni         | Ordem de mérito mais elevada da República dos Camarões.    | [ 25 ]               |
|                        | Grã-Cruz da Ordem do Mérito Centro-Africano com Faixa                   | RCA        | 3 de maio de 1972       | Belgrado        | Ordem de mérito mais elevada da República Centro-Africana. | [ 25 ]               |
|                        | Ordem do Mérito do Congo com Faixa                                      | Congo      | 10 de setembro de 1975  | Belgrado        | A mais alta ordem de mérito no Congo.                      | [ 25 ]               |
|                        | Grande Cordão da Ordem do Nilo com Colar                                | Egito      | 28 de dezembro de 1955  | Cairo           | A mais alta honraria de estatal do Egito.                  | [ 25 ] [ 26 ]        |
|                        | Grande Colar da Ordem da Rainha de Sabá com Faixa                       | Etiópia    | 21 de julho de 1954     | Belgrado        | Ordem imperial etíope.                                     | [ 25 ]               |
|                        | Medalha de Mérito Militar da Ordem de São Jorge com Folhas de Vitória   | Etiópia    | 21 de julho de 1954     | Belgrado        | Medalha militar imperial da Etiópia.                       | [ 25 ]               |
|                        | Medalha de Defesa do País com Cinco Folhas de Palmeira                  | Etiópia    | 21 de julho de 1954     | Belgrado        | Medalha militar imperial da Etiópia.                       | [ 25 ]               |
|                        | Grã-Cruz da Ordem do Lutador pela Independência                         | Guiné      | 7 de janeiro de 1961    | Belgrado        | Mais alta condecoração militar guineense.                  | [ 25 ]               |
|                        | Grande Colar da Ordem do Coração de Ouro do Quênia 1ª Classe            | Quênia     | 18 de fevereiro de 1970 | Nairóbi         | Ordem estadual mais alta do Quênia.                        | [ 25 ]               |
|                        | Ordem dos Pioneiros da Libéria                                          | Libéria    | 13 de março de 1961     | Monróvia        | Ordem mais alta da Libéria.                                | [ 27 ] [ 28 ] [ 25 ] |
|                        | Ordem da República com Faixa                                            | Líbia      | Novembro de 1973        | Belgrado        | Ordem mais alta da Líbia.                                  | [ 25 ]               |
|                        | Grã-Cruz da Ordem do Mérito Nacional com Faixa                          | Mauritânia | 5 de setembro de 1968   | Brijuni         | Maior honra do estado da Mauritânia.                       | [ 25 ]               |
|                        | Grande Colar da Ordem de Maomé                                          | Marrocos   | 1 de abril de 1961      | Rabat           | Ordem marroquina.                                          | [ 25 ] [ 29 ]        |
|                        | Ordem Nacional do Leão com Faixa                                        | Senegal    | 30 de agosto de 1975    | Castelo de Brdo | Maior honra do estado senegalês.                           | [ 25 ]               |
|                        | Ordem da Estrela Somali                                                 | Somália    | 26 de março de 1976     | Belgrado        | Ordem do estado somali.                                    | [ 25 ]               |
|                        | Grande Colar da Ordem de Honra                                          | Sudão      | 12 de fevereiro de 1959 | Cartum          | Decoração do estado sudanês.                               | [ 25 ]               |
|                        | Grã-Cruz da Ordem de Mono                                               | Togo       | 23 de junho de 1976     | Belgrado        | Maior honra do estado togolês.                             | [ 25 ]               |
|                        | Grande Cordão da Ordem da Independência                                 | Tunísia    | 9 de abril de 1961      | Tunes           | Ordem estatal tunisina.                                    | [ 25 ]               |
|                        | Ordem do Grande Comendador e Distinto Combatente da Liberdade 1ª Classe | Zâmbia     | 8 de fevereiro de 1970  | Lusaca          | Ordem estadual mais alta da Zâmbia.                        | [ 25 ]               |